# Worsino (stacja kolejowa)
Worsino (ros. Ворсино) – stacja kolejowa w miejscowości Worsino, w rejonie borowskim, w obwodzie kałuskim, w Rosji. Położona jest na linii Moskwa – Briańsk – Kijów.
Od 2006 przy stacji znajduje się terminal kontenerowy, umożliwiający przeładunek kontenerów z kolei na samochody ciężarowe. Obsługuje on transporty z Chin oraz pobliskie zakłady przemysłowe, należące m.in. do Samsunga. Jego moce przeładunkowe znacznie przekraczają 100 000 kontenerów rocznie. Przy terminalu działa urząd celny.